# Habitable Worlds Observatory
Habitable Worlds Observatory ou HWO est le futur télescope spatial de grande taille que l'agence spatiale américaine, la NASA, envisage de développer après les projets  JWST (lancé en 2021) et Nancy-Grace-Roman (lancement prévu en 2027). Ce télescope doté d'un miroir primaire dont le diamètre serait compris entre 6,5 et 8 mètres, effectuerait ses observations dans l'ultraviolet en lumière visible et dans le proche infrarouge.
Après avoir lancé en 2016 des études de faisabilité portant sur quatre propositions de télescope, la NASA a choisi fin 2022 de prendre en compte les recommandations du rapport décennal de l'Académie des sciences des États-Unis publié en 2021 qui préconisait la fusion de deux des quatre propositions : LUVOIR et HabEx. Les caractéristiques précises du projet restent à affiner : diamètre du miroir, segmentation ou non de celui-ci, coronographe externe similaire à celui d'HabEx. Le projet HWO, dont le lancement aurait lieu vers 2040, ne dispose pour l'instant pas de financement.

## Contexte

### Quatre propositions pour le prochain télescope spatial de la NASA
Au milieu de la décennie 2010, l'agence spatiale américaine, la NASA, développe deux grands télescopes spatiaux : JWST, un télescope infrarouge aux performances exceptionnelles (miroir de 6,5 mètres) mais très coûteux, qui sera placé en orbite en 2021, et Nancy-Grace-Roman qui doit être lancé vers 2027. Compte tenu de la longueur du cycle de développement de ce type de projet, l'agence spatiale engage dès 2016 des études de faisabilité visant à définir les caractéristiques du futur télescope spatial. Dans les domaines scientifiques, l'agence spatiale choisit les projets qu'elle compte développer en s'appuyant sur un rapport établi chaque décennie par l'Académie des Sciences. Pour fournir des éléments au rapport de l'Académie des sciences relatif à l'astronomie et à l'astrophysique (The Astronomy and Astrophysics Decadal Survey 2020) qui doit définir les axes prioritaires dans ces domaines pour la décennie 2025-2035, la NASA finance en 2016 l'étude de quatre projets d'observatoire spatial. Les rédacteurs sont des représentants de la communauté scientifique et industrielle impliqués dans le développement des télescopes spatiaux : membres de l'agence spatiale, chercheurs extérieurs et représentants de l'industrie. Les quatre projets étudiés sont : LUVOIR, HabEx (Habitable Exoplanet Imager), Lynx et OST,,.
Les principales caractéristiques de ces projets sont les suivantes,,, :
- LUVOIR (Large UV/Optical/Infrared Surveyor) est un télescope spatial observant dans l'ultraviolet, le visible et le proche infrarouge. Il dispose d'un miroir primaire dont le diamètre est compris entre 8 mètres et 15 mètres pour la version la plus ambitieuse. L'architecture est proche de celle de JWST avec un miroir segmenté (entre 55 et 120 segments selon le diamètre du miroir primaire) envoyé dans l'espace en position repliée ainsi qu'un grand bouclier thermique. De toutes les propositions, c'est le projet le plus généraliste permettant de couvrir tous les domaines de l'astrophysique. Il est plus particulièrement optimisé pour l'observation d'exoplanètes situées dans la zone habitable de leur étoile et l'étude de la formation et de l'évolution des galaxies. Son programme est proche de celui d'HabEx (le projet suivant) mais son coût atteint 20 milliards US$ pour la version doté d'un miroir de 16 m de diamètre. Outre son coût exceptionnel, le projet présente l'inconvénient de nécessiter un lanceur de très grande taille (SLS ou Starship) et d'entrer en concurrence par ses objectifs avec les télescopes géants terrestres en cours de développement (ELT européen et TMT américain). Par contre, il disposerait de capacités exceptionnelles d'observation dans l'ultraviolet (celui-ci n'est pas observable depuis le sol car il est filtré par l'atmosphère) pour la recherche des biomarqueurs tels que l'ozone ainsi que d'autres phénomènes astronomiques intéressants.
- HabEx (Habitable Exoplanet Observatory) est un télescope conçu spécifiquement pour l'observation des exoplanètes, en particulier leur atmosphère. Le rayonnement observé (ultraviolet, visible, proche infrarouge) et les objectifs sont proches de ceux de LUVOIR mais le diamètre de son miroir primaire (4 mètres contre 15 ou 8 mètres pour LUVOIR) limite le nombre d'exoplanètes observables. Beaucoup plus spécialisé, il ne permettrait pas de prendre en charge, contrairement à LUVOIR, certains sujets de recherche importants de l'astronomie et de l'astrophysique. Par contre, pour les mêmes raisons, son coût est nettement plus réduit. Pour pouvoir observer les exoplanètes, HabEx emporte deux types de coronographe : un coronographe classique et un coronographe de 52 mètres de diamètre qui sera installé sur un satellite situé à plusieurs dizaines de milliers de kilomètres du télescope. Le déploiement d'une très grande structure dans l'espace, le vol en formation de celle-ci et du télescope qui nécessitent une très grande précision, constituent une première non dénuée de risque.
- Lynx (X-ray Surveyor) est conçu pour prendre le relais du télescope spatial à rayons X Chandra lancé en 1999 et pour lequel aucun remplaçant n'avait été sélectionné lors du rapport décennal précédent. L'objectif de Lynx est  d'observer le rayonnement émis par les phénomènes les plus énergétiques de l'univers en particulier les trous noirs supermassifs situés au cœur des galaxies les plus anciennes. Pour y parvenir, il dispose d'un instrument fournissant des images ayant une résolution spatiale de 0,5 seconde d'arc soit 50 à 100 fois mieux que les observatoires spatiaux existants.
- OST (Origins Space Telescope) doit observer comment la poussière et les molécules se sont agglomérées pour former les premières galaxies et les premiers trous noirs et comment les disques protoplanétaires autour des jeunes étoiles aboutissent à la formation des exoplanètes. Pour y parvenir, OST effectue ses observations dans l'infrarouge moyen et lointain. Ce successeur du JWST serait équipé d'un miroir primaire de grande taille (5,9 mètres de diamètre) refroidi à très basse température qui lui permettrait d'être mille fois plus sensible que Spitzer dans les longueurs d'onde observées. Pour remplir ses objectifs scientifiques, le télescope doit utiliser des détecteurs particulièrement performants, qui constituent l'aspect le plus pointu du projet. Son miroir et ses détecteurs sont refroidis à 4,5 kelvins à l'aide de cryoréfrigérateurs permettant de se passer de liquides cryogéniques (hélium liquide) qui limiteraient la durée de vie.

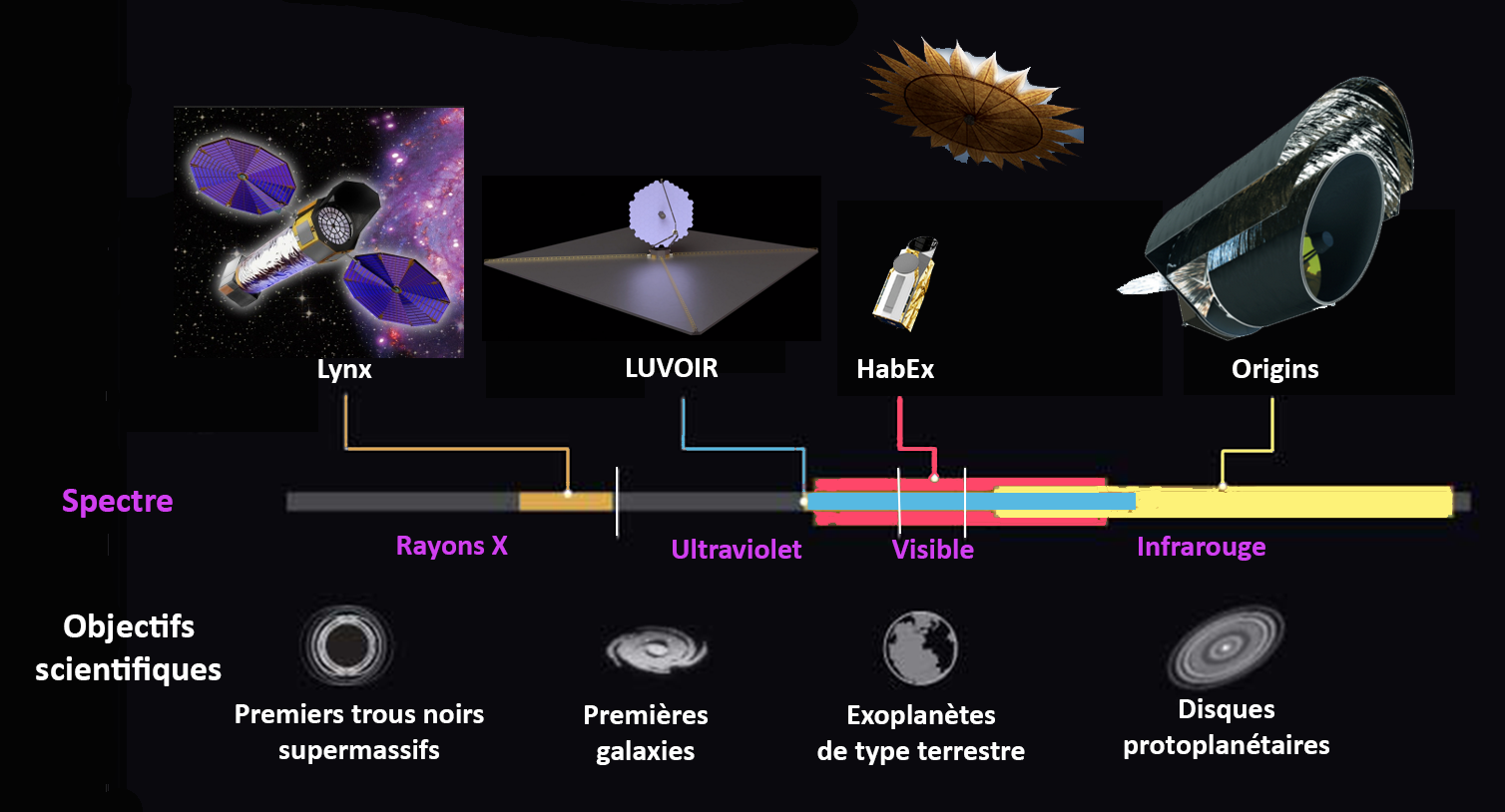
Les quatre télescopes étudiés par la NASA pour la décennie 2030 : Lynx, LUVOIR, HabEx et Origins (OST).

### L'impact des dépassements des projets JWST et WFIRST
Lorsque la NASA demande initialement en 2016 aux quatre équipes de détailler leur projet, il leur est donné pour consigne de ne prendre en compte aucune limite de coût. De ce fait, plusieurs projets dépassent les 5 milliards US$, le projet le plus coûteux atteignant 20 milliards US$. Mais en 2018, les deux grands projets astronomiques de la NASA en cours de développement rencontrent des problèmes qui vont avoir des retombées sur ces propositions : le télescope infrarouge JWST continue de subir des dépassements budgétaires (coût multiplié par 8 depuis l'origine et dépassant les 8 milliards US$) et calendaires (décalage du calendrier de 10 ans) tandis que Nancy-Grace-Roman (à l'époque appelé WFIRST) voit également son coût doubler passant de 2 à 4 milliards US$ en 2018. Dans ce contexte, la NASA demande en juin 2018 aux quatre équipes de proposer deux versions de leur projet : la première version ne tient pas compte des contraintes de budget tandis que la deuxième doit rentrer dans une enveloppe comprise entre trois et cinq milliards de US$. Les quatre études sont finalisées au cours de l'été 2019. Leur contenu doit être pris en compte par le rapport décennal de l'Académie des sciences fixant les priorités pour la décennie 2025-2035 qui sera publié au printemps 2020. Ce dernier, qui synthétise les attentes de la communauté des astronomes et astrophysiciens, pourrait recommander un projet mais il pourrait également, renoncer au développement de ces télescopes de grande taille pour ne pas retomber dans les errements du projet JWST.

### Les recommandations de l'Académie des Sciences américaine
L'Académie des sciences des États-Unis publié en 2021 son rapport décennal sur les objectifs et projets que la communauté scientifique américaine considère comme prioritaires pour la période 2025-2035. Les quatre propositions de télescope spatial, étudiées à l'initiative de la NASA, y sont évaluées. Les rédacteurs du rapport écartent les projets OST et Lynx et préconisent le développement d'un télescope spatial combinant certaines caractéristiques de LUVOIR et HabEx. Le  télescope envisagé aurait un miroir primaire de 6,5 mètres de diamètre et serait capable d'observer dans l'ultraviolet, le visible et dans le proche infrarouge. C'est donc une version réduite de LUVOIR avec des instruments prévus par la proposition HabeX permettant de détecter des exoplanètes et d'identifier des biomarqueurs dans l'atmosphère des exoplanètes. Le projet d'un coût estimé à 11 milliards US$ (en tenant compte de l'inflation) serait lancé au cours de la décennie 2030. La communauté scientifique, échaudée par les déboires du JWST, a largement réduit les ambitions initiales. La taille du miroir, proche de celle du JSWT, permettrait de bénéficier des technologies mises au point pour celui-ci et donc de réduire les coûts. Le rapport recommande également de développer des missions plus modestes (cout inférieur à 5 milliards US$) permettant de réaliser des versions moins ambitieuse d'OST (infrarouge) et de Lynx (rayons X). Enfin l'Académie des sciences préconise de lancer une fois par décennie une mission d'un coût de l'ordre de 1,5 milliard US$ plus simple que les précédentes mais plus ambitieuse que les observatoires spatiaux développés dans le cadre du programme Explorer,.

## GOMAP: un programme destiné à mettre au point les technologies et spécifications des futurs grands télescopes
En décembre 2022, l'administrateur de la NASA, Bill Nelson, entérine les préconisations du rapport décennal, en annonçant que le futur télescope, baptisé HWO (Habitable Worlds Observatory), combinerait certaines caractéristiques de LUVOIR et HabEx. L'agence spatiale américaine, la NASA, crée un programme, baptisé GOMAP (Great Observatory Technology Maturation Program) dont l'objectif est de préparer en trois étapes le développement de HWO ainsi que de deux télescopes reprenant les fonctionnalités de  OST (infrarouge lointain) et Lynx (rayons X). La première étape, consistant à mettre au point une organisation et un planning, est considérée comme pratiquement achevée. La deuxième phase de GOMAP, qui doit débuter au 1er trimestre 2023, sera menée par une équipe d'une trentaine de personnes constituée à cet effet (Science, Technology, Architecture Review Team ou START). Celle-ci doit définir les objectifs scientifiques retenus pour la mission HWO, concevoir les caractéristiques de la mission et produire des recommandations sur la manière dont la NASA peut la mener à bien. Cette étape qui s'achèvera en 2024 sera suivi d'une troisième phase consacrée à préparer le développement (phase A) de HWO qui devrait commencer en 2029 (année fiscale). Le développement du nouveau télescope, dont le lancement pourrait avoir lieu vers 2040, n'est toutefois pas financé début 2023.

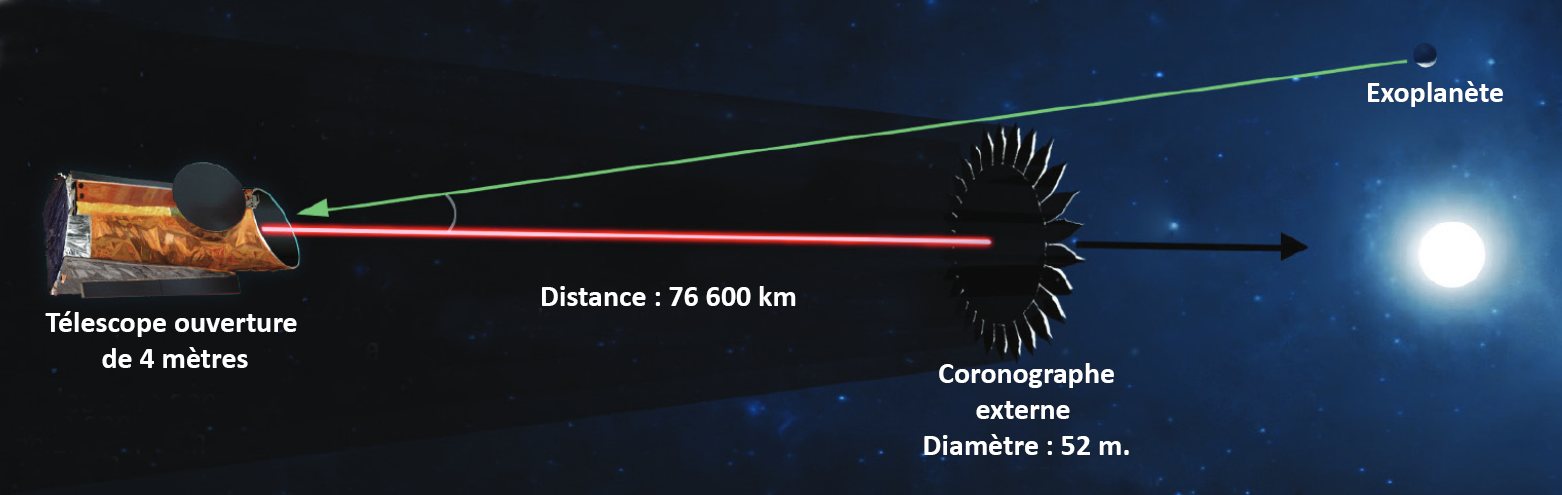
Le coronographe externe proposé pour HabEx pourrait être développé pour HWO (vue d'artiste).

## Objectifs scientifiques
Les objectifs scientifiques poursuivis par le télescope HWO relèvent de quatre thèmes : 
- Étudier comment les galaxies et leur environnement ont changé au cours de l'histoire de l'univers.
- Retracer comment les éléments chimiques et les molécules ont évolué en étudiant la formation, la distribution et l'évolution des étoiles.
- Étudier les objets du système solaire à toutes les échelles et combiner les données récoltées avec le résultat des études des exoplanètes pour déterminer toutes les catégories de planètes envisageables et déterminer tous les scénarios de formation des systèmes planétaires.
- Rechercher et caractériser les exoplanètes potentiellement habitables et identifier des signes potentiels de vie.

## Caractéristiques techniques du futur télescope HWO
Le télescope HWO a un miroir primaire dont le diamètre serait compris entre 6,5 et 8 mètres. Ce diamètre permettrait d'utiliser un miroir monolithique (source d'économie par rapport au miroir segmenté et pliable du télescope spatial James-Webb) car les lanceurs lourds qui seront opérationnels à la date de lancement (New Glenn, Space Launch System et Starship) prévoient de disposer d'une coiffe de grande taille. Il n'est pas exclu que le télescope utilise un coronographe externe, comme le prévoyait la proposition HabEx. Pour limiter les lumières parasites et protéger le miroir primaire des micrométéorites, l'optique pourrait être protégée par un tube, dont n'est pas pourvu le JWST. Contrairement aux télescopes spatiaux qui l'ont précédé, son miroir secondaire sera hors axe de manière à ne pas bloquer l'entrée de la lumière condition nécessaire pour la reconstruction du front d'onde et donc la détection des exoplanètes. L'optique active sera plus performante que celle du JWST pour les observations dans l'ultraviolet et en lumière visible. Le télescope sera  placé au point de Lagrange L2 du système Terre-Soleil. Contrairement au JWST, HWO sera conçu pour pouvoir être réparé et amélioré par des missions robotiques (sans équipage). Il sera capable de détecter les biomarqueurs d'au moins 25 exoplanètes de type terrestre situées dans la zone habitable de leurs étoiles,.

## Instruments
Le télescope HWO disposera de quatre instruments : 
- Un coronographe héritier de celui développé pour le télescope spatial Nancy-Grace-Roman
- Une caméra optimisée pour les observations avec des temps de pose longs.
- Une caméra ultraviolet.
- Un instrument dont les caractéristiques restent à définir.

### Sources
- (en) Jet Propulsion Laboratory, Habitable Exoplanet Observatory Final Report, NASA, 2019, 469 p. (lire en ligne)  — Rapport du groupe de travail HabEx publié en 2019
- (en) Groupe de travail LUVOIR, LUVOIR : final report, NASA, 2009, 426 p. (lire en ligne)  — Rapport du groupe de travail LUVOIR publié en 2019
- (en) National Academies of Sciences, Engineering, and Medicine, Pathways to Discovery in Astronomy and Astrophysics for the 2020s, 2021, 615 p. (ISBN 978-0-309-46734-6, DOI 10.17226/26141., lire en ligne)  — Rapport décennal (période 2025-2035) de l'Académie des sciences pour l'astronomie et l'astrophysique.